# Shawn Michaels
Shawn Michaels, właśc. Michael Shawn Hickenbottom (ur. 22 lipca 1965 w Chandler, Arizona) – amerykański wrestler, przez większość kariery związany z organizacją World Wrestling Entertainment, były członkiem tag teamów The Rockers, D-Generation X i New World Order, kilkukrotny zdobywca mistrzostw głównych i drużynowych, dwukrotny zwycięzca bitew Royal Rumble i jako pierwszy wrestler w historii wygrał Royal Rumble po wejściu na ring jako pierwszy. Obecnie pełni funkcję Starszego Wiceprezesa ds. kreatywnego rozwoju talentów w WWE i nadzoruje kreatywne aspekty brandu NXT, brandu rozwojowego federacji.

## Młodość
Urodził się 22 lipca 1965 w Chandler w stanie Arizona jako Michael Shawn Hickenbottom jako syn Carol Hickenbottom i Richarda Hickenbottoma. Jego ojciec był oficerem wojskowym w United States Air Force.
Dorastał ze swoim starszym rodzeństwem: braćmi Randym i Scottem oraz siostrą Shari. Ma kuzyna Matta Bentleya, również znanego zawodowego zapaśnika. Uczęszczał do Randolph High.

## Kariera wrestlerska
Przypisuje mu się wytrenowanie wielu wrestlerów, wśród których są między innymi: AC Riddick, Big Dogg, Chaz Wesson, Chris Krueger, Daniel Bryan, Dash Riproc, Eddie Craven, Fast Eddie, Jayden Draigo, Jeromy Sage, John Hope, Lance Cade, Martin Styles, Matt Bentley, Oz, Paul London, Pete Lothario, Ruckus, Shooter Schultz, Simply Luscious, Spiro, The Brian Kendrick, TJ Stomper, Todd Sexton, Tomko i Tony Santarelli.

### Wczesna kariera (1984 – 1987)

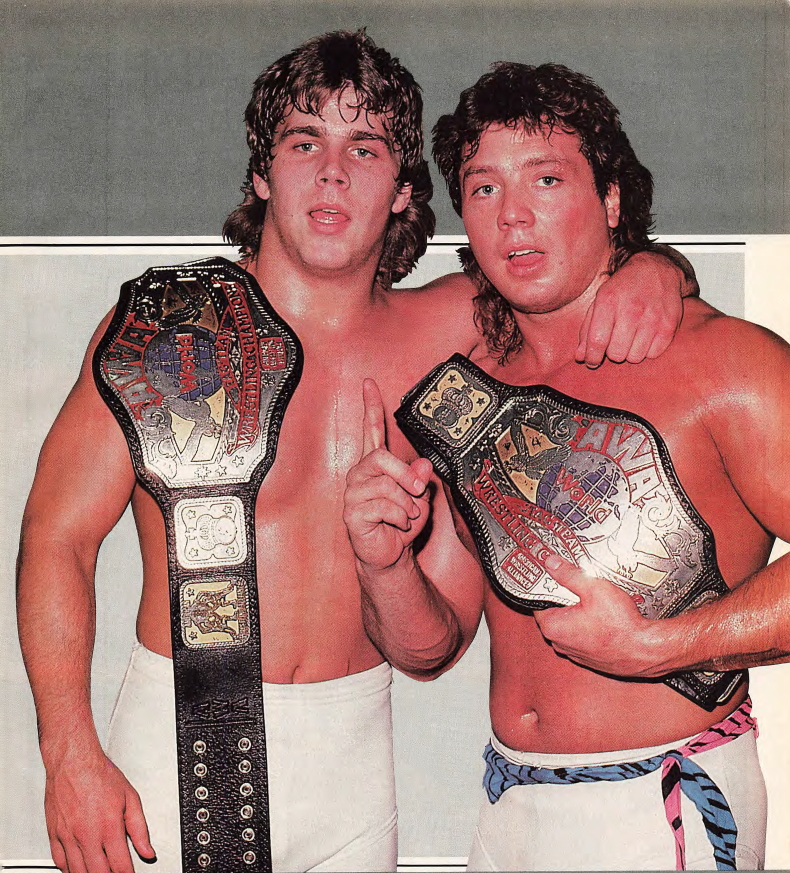
The Rockers w składzie Shawn Michaels (z lewej) i Marty Jannetty (z prawej), z pasami mistrzowskimi AWA World Tag Team Championship

Jego trenerem był José Lothario. Debiutował jako wrestler 16 października 1984.
Na początku kariery razem z Martym Janettym tworzył tag team Midnight Rockers. 15 maja 1986 zdobyli sankcjonowane przez Central States Wrestling i National Wrestling Alliance mistrzostwo drużynowe NWA Central States Tag Team Championship, pokonując Brada i Brata Battenów. 21 listopada przegrali swoje tytuły w walce z poprzednimi mistrzami.
27 stycznia 1987 Midnight Rockers pokonali Buddy’ego Rose’a i Douga Somersa w walce o AWA World Tag Team Championship. Tytuł ten stracili 25 maja, przegrywając pojedynek przeciwko Soldatowi Ustinovowi i Borisowi Zhukovowi,26 października zdobyli mistrzostwo AWA Southern Tag Team, pokonując dotychczasowych mistrzów, tag team The Rock ’n’ Roll RPMs (Mike Davis i Tommy Lane). Przegrali tytuły 16 listopada w walce rewanżowej i odzyskali je 22 listopada w kolejnym rewanżu. Mistrzostwo AWA Southern Tag Team zostało zlikwidowane 22 listopada. Następnie 27 grudnia Midnight Rockers ponownie zdobyli AWA World Tag Team Championship, tym razem pokonując drużynę The Original Midnight Express (Dennis Condrey, Randy Rose). 19 marca 1988 przegrali tytuły w pojedynku przeciwko Badd Company (Paul Diamond i Pat Tanaka).

### World Wrestling Federation (1987 – 2010)

#### The Rockers (1987 – 1991)
Shawn Michaels i Marty Janetty dołączyli do World Wrestling Federation (WWF) latem 1987, ale zostali zwolnieni dwa tygodnie później za imprezowanie zbyt ostro. Ponownie zostali zatrudnieni w 1988 i zmienili nazwę swojego tag teamu z Midnight Rockers na The Rockers. W październiku 1990 razem zdobyli mistrzostwo drużynowe WWF World Tag Team Championship, pokonując dotychczasowych mistrzów, The Hart Foundation (Bret Hart i Jim Neidhart). Bronili mistrzostwa przez dwa tygodnie, po czym zadecydowano, że zmiana tytułu nigdy nie miała miejsca i została zatuszowana przez WWF. Organizacja nie wspomina o tym wydarzeniu na stronie internetowej i w książkach, a także nigdy później nie wyemitowała go w telewizji. WWF poinformowało Pro Wrestling Illustrated, że podjęło taką decyzję z powodu dysfunkcji liny ringu i niesprawiedliwymi warunkami pracy.
27 listopada 1991 Midnight Rockers pokłócili się po walce na gali Survivor Series, gdzie przegrali w walce 4 na 4 przeciwko The Beverly Brothers i The Nasty Boys, mimo połączenia sił z The Bushwhackers. Ich tag team został rozwiązany przed końcem roku.

#### Mistrz Intercontinental i tag teamów z Dieselem (1992 – 1995)

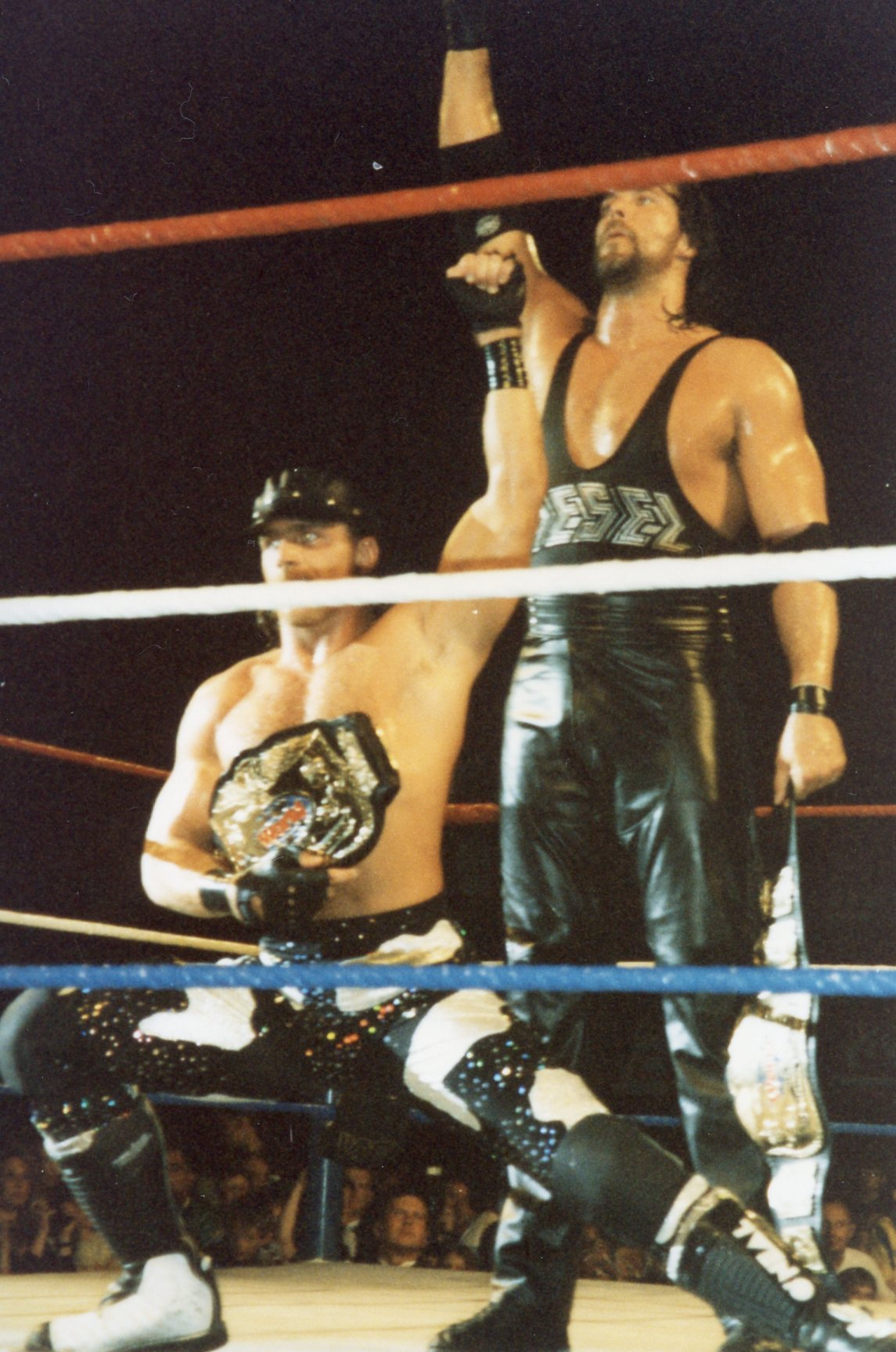
Shawn Michaels (z lewej) i Diesel (z prawej) jako mistrzowie WWF World Tag Team

8 listopada 1992 w odcinku Saturday Night Main Event pokonał British Bulldoga w walce o pas WWF Intercontinental Championship. Jako mistrz rywalizował o niego między innymi ze swoim byłym partnerem tagteamowym, Martym Jannettym.
17 maja 1993 Janetty pokonał Michaelsa w walce o tytuł w odcinku Monday Night Raw, jednak Michaels odzyskał mistrzostwo 6 czerwca w nieemitowanej w telewizji walce rewanżowej. 13 czerwca na gali King of the Ring obronił tytuł w walce z Crushem i zaprezentował swojego nowego ochroniarza i managera, Diesela.
Na początku 1994 Michaels został zawieszony z powodu wykrycia u niego stosowania nielegalnych substancji. WWF nie podzieliło się tą informacją z widzami, jednak Jack Tunney, zarządzający organizacją w kayfabe, ogłosił, że mistrzostwo Intercontinental zostaje zakatowane i wkrótce zdobył je Razor Ramon. Michaels powrócił do WWF jeszcze tego samego roku i rywalizował z Ramonem, ale nie udało mu się odzyskać mistrzostwa. Pomagał za to Dieselowi w zdobyciu i obronie mistrzostwa Intercontinental jako jego manager. 28 sierpnia razem z Dieselem pokonał zespół The Headshrinkers w walce o mistrzostwo drużynowe WWF World Tag Team Championship. 23 listopada na Survivor Series w walce 5 na 5 Fatu, Razor Ramon, Sionne, The 1-2-3 Kid i The British Bulldog pokonali Diesela, Jeffa Jarretta, Jima Neidharta, Owena Harta i Shawna Michaelsa. Po walce Diesel i Michaels pokłócili się i rozwiązali swój tag team, tracąc tym samym mistrzostwo drużynowe. 26 listopada na gali MSG House Show Diesel w 8 sekund pokonał mistrza WWF Heavyweight, Boba Backlunda, i przejął jego tytuł. Wkrótce Shawn Michaels zatrudnił Sycho Sida jako swojego nowego ochroniarza.
22 stycznia 1995 wziął udział w głównej bitwie na Royal Rumble, w której nagrodą było pierwszeństwo do walki o główne mistrzostwo na gali WrestleMania. Wszedł na ring jako pierwszy i wyeliminował kolejno Duke’a „The Dumpster” Droese'a, Toma Pricharda, Bushwackera Luke’a, Jacoba Blu oraz Bushwackera Butcha. Pod koniec walki w ringu pozostali już tylko Shawn Michaels i British Bulldog, który wszedł na ring jako drugi. Michael wyeliminował Bulldoga i zwyciężył bitwę. W związku z wygraną 2 kwietnia na gali Wrestlemania 11 Michaels zmierzył się z mistrzem WWF Dieselem i przegrał. 23 lipca na gali In Your House 2 pokonał Jeffa Jarretta i odebrał mu mistrzostwo Intercontinental. Jego trzecie panowanie trwało do 22 października, kiedy to na gali In Your House IV z powodu kontuzji został zmuszony do przekazania mistrzostwa Deanowi Douglasowi.

#### Mistrz WWF i tag team ze Steve’em Austinem (1996–1997)

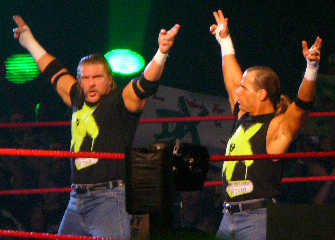
D-Generation X: Shawn Michaels (z prawej) i Triple H (z lewej)

21 stycznia 1996 ponownie wziął udział w głównej bitwie na Royal Rumble. Wszedł na ring jako osiemnasty i wyeliminował kolejno Yokozunę, Vadera, Jerry’ego Lawlera, Owena Harta (z pomocą Diesela), Isaaca Yankema, British Bulldoga i na końcu Diesela. Wygrał bitwę i w nagrodę 31 marca na gali Wrestlemania 12 zmierzył się z mistrzem WWF, Bretem Hartem. Zwyciężył trwającą 60 minut walkę typu Iron Man match i przejął mistrzostwo. 28 kwietnia na gali In Your House 7 obronił mistrzostwo pokonując Diesela. 16 listopada na gali Survivor Series w walce o pas pokonał go Sid Sycho.
19 stycznia 1997 Michaels pokonał Sida Sycho w walce o mistrzostwo WWF World Heavyweight. Zrzekł się jednak tytułu już 10 lutego z powodu kontuzji. Choć Stone Cold Steve Austin i Shawn Michaels byli rywalami, połączyli siły w walce o mistrzostwo drużynowe WWF World Tag Team Championship. 26 maja 1997 roku w odcinku Raw is War pokonali dotychczasowych mistrzów, The British Bulldoga i Owena Harta, i przejęli ich tytuły. Austin i Michaels stoczyli jednak pojedynek ze sobą 8 czerwca na gali King of the Ring. Ich walka trwała 22 minuty i zakończyła się dyskwalifikacją obu wrestlerów. 14 lipca mistrzostwo Michaelsa zostało zwakowane z powodu kolejnej poważnej kontuzji. Shawn Michaels ograniczył występowanie w ringu z przyczyn zdrowotnych, ale Bret Hart oskarżał go, że w rzeczywistości boi się z nim walczyć. 3 sierpnia na Summerslam sędziował walkę o WWF World Heavyweight Championship między Bretem Hartem, a ówczesnym mistrzem, The Undertakerem. W trakcie walki chciał uderzyć pretendenta krzesłem, ale niechcący zamiast tego uderzył mistrza, przyczyniając się do wygranej Harta. We wrześniu wspólnie z Hunterem Hearst Helmsleyem stworzył tag team D-Generation X. 5 października na gali Bad Blood stoczył z The Undertakerem pierwszą w historii WWF walkę typu Hell in a Cell. Michaels wygrał ten pojedynek dzięki interwencji Kane’a.

#### Montreal Screwjob (1997)
9 listopada 1997 na gali Survivor Series zmierzył się z Bretem Hartem w walce o należące do Harta mistrzostwo WWF World Heavyweight Championship. W trakcie walki założył przeciwnikowi sharpshooter, czyli chwyt wykańczający charakterystyczny dla Breta Harta. Wtedy sędzia Earl Hebner krzyknął do chronometrażysty, Marka Yeatona, Ring the bell! (pl. Uderz w gong!) i uciekł z ringu. Ponieważ Michaels wcale się nie poddawał, Yeaton zawahał się, ale znajdujący się w pobliżu zarządca WWF, Vince McMahon, krzyknął Ring the bell! Ring the damn bell! (pl. Uderz w gong! Uderz w gong do cholery!). Tym razem chronometrażysta wykonał polecenie. Hart chwycił Michaelsa za kostkę, próbując jeszcze wykonać manewr odwracający chwyt. Tymczasem w pobliżu ringu pojawił się Triple H i ochrona. Michaels puścił przeciwnika, zszedł z ringu i zaczął kłócić się z McMahonem. Odmówił przyjęcia tytułu, ale po chwili wykonał polecenie przełożonego i wziął pas mistrzowski.
W rzeczywistości Bretowi Hartowi został przedstawiony inny scenariusz. Hart miał obronić mistrzostwo i zrzec się go w najbliższym odcinku Raw Is War. Vince McMahon, Earl Hebner i Shawn Michaels postanowili jednak oszukać Harta i doprowadzić do jego przegranej bez jego wiedzy, ponieważ wiedzieli o tym, że mistrz przenosi się do organizacji World Championship Wrestling i obawiali się, że weźmie ze sobą pas mistrzowski.

#### Zawieszenie kariery wrestlera (1998–2002)
18 stycznia 1998 obronił mistrzostwo WWF na gali Royal Rumble w walce typu Casket match. W trakcie walki Michaels doznał kontuzji, która doprowadziła do jego przedwczesnej emerytury. Jego występy zostały ograniczone, aby mógł stoczyć swoją ostatnią walkę na WrestleManii bez większego ryzyka. Ogłoszono, że walka ta będzie sędziowana przez Mike’a Tysona, który był częścią D-Generation X. 29 marca na gali Wrestlemania 14 Tyson zwrócił się jednak przeciwko Michaelsowi i pomógł Steve’owi Austinowi w pokonaniu go i przejęciu mistrzostwa. Nie mogąc brać udziału w walkach, Shawn Michaels pełnił funkcje między innymi konferansjera i komisarza.

#### Powrót do kariery wrestlera (2002–2010)

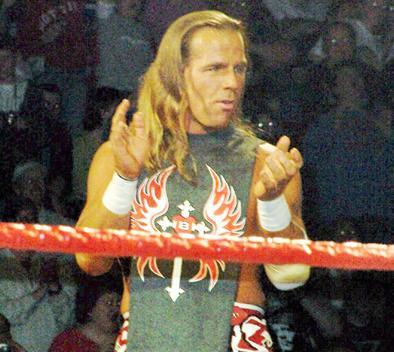
Shawn Michaels w 2007

3 lipca 2002 powrócił do czynnego udziału w walkach jako nowy członek grupy New World Order. 17 listopada na gali Survivor Series wziął udział w walce typu Elimination Chamber, w której nagrodą był pas World Heavyweight Championship. Wygrał pokonując tym samym pozostałych zawodników, czyli RVD, Y2J, Bookera T, Kane’a i dotychczasowego mistrza, Triple H-a. 15 grudnia Triple H i Michaels zmierzyli się na gali Armageddon w serii trzech walk. Michaels wygrał Cage match, a Triple H Street Fight i Ladder match, w związku z czym Triple H odzyskał mistrzostwo.
13 marca 2004 wprowadził do galerii sławy WWE Hall of Fame Tito Santanę.
29 stycznia 2007 razem z Johnem Ceną pokonał Edge’a i Randy’ego Ortona w walce o mistrzostwo drużynowe World Tag Team Championship. Stracili je 2 kwietnia w Battle Royal dziesięciu drużyn.
13 grudnia 2009 Shawn Michaels i Triple H pokonali Chrisa Jericho i The Big Showa w walce o Unified WWE Tag Team Championship. 8 lutego 2010 The Miz i Big Show przejęli tytuły pokonując dotychczasowych mistrzów, a także CM Punka i Luke’a Gallowsa w drużynowej walce typu Triple Threat.
28 marca 2010 przyjął wyzwanie Undertakera, w którym postawił na szali swoją karierę wrestlerską. Obaj stoczyli ze sobą pojedynek 28 marca 2010 na gali WrestleMania XXVI. Zwyciężył Undertaker. W związku z tym Shawn MIchaels 29 marca w odcinku Raw wygłosił mowę pożegnalną i przeszedł na emeryturę, a The Undertaker i Triple H osobiście przekazali mu wyrazy szacunku.

#### Po 2010

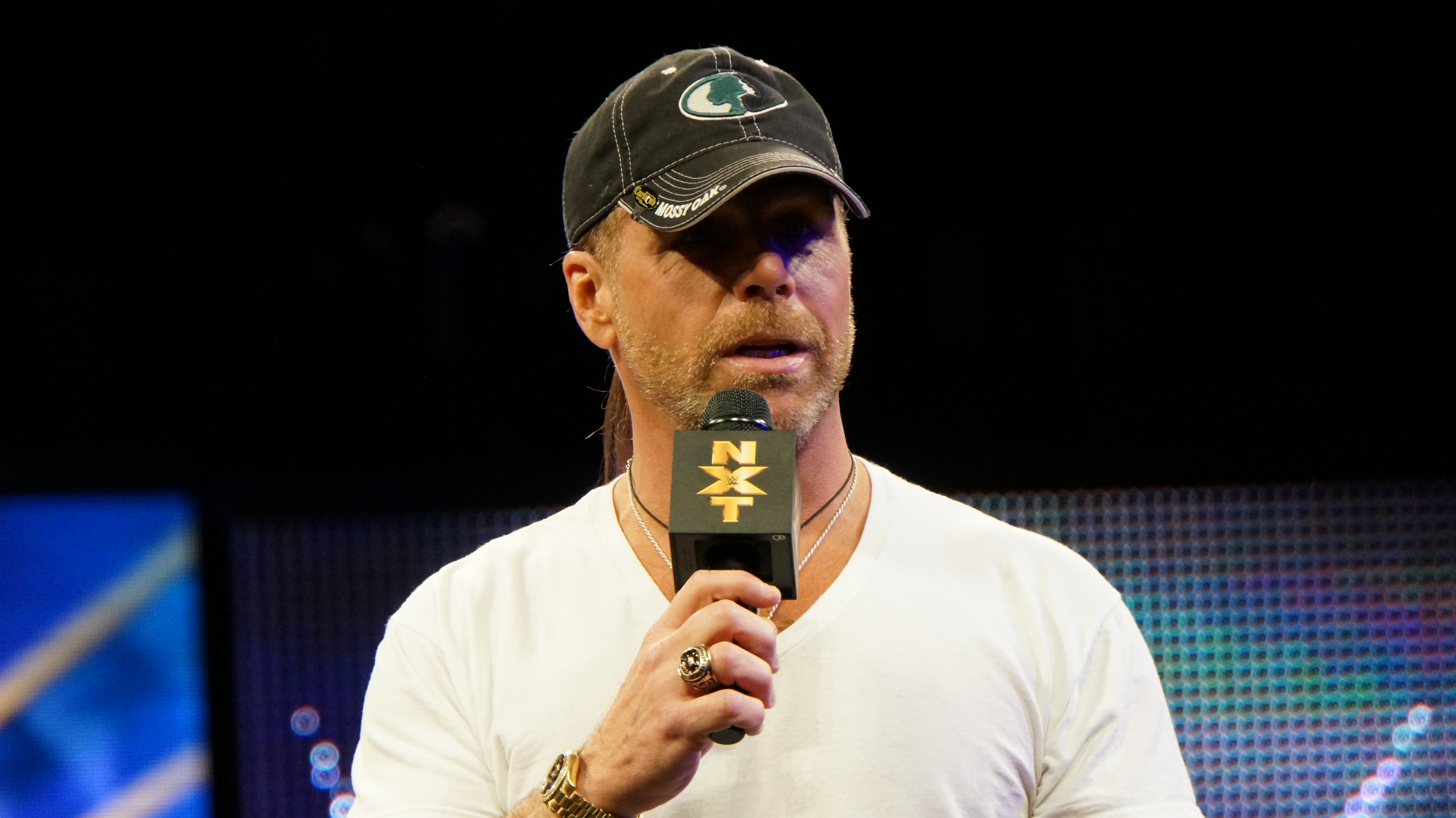
Shawn Michaels w NXT w 2014

2 kwietnia 2011 został wprowadzony do galerii sławy WWE Hall of Fame przez Triple H-a. 31 marca 2012 obaj wspólnie wprowadzili do galerii Mike’a Tysona. 29 marca 2015 Shawn Michaels wprowadził Diesela.

## Filmografia

### Filmy
| Rok  | Tytuł                                                               | Rola                                             | Reżyser            |
| ---- | ------------------------------------------------------------------- | ------------------------------------------------ | ------------------ |
| 2017 | Zmartwychwstanie Gavine’a Stone’a (The Resurrection of Gavin Stone) | Doug                                             | Dallas Jenkins     |
| 2017 | Pure Country Pure Heart                                             | Ted                                              | Damon Santostefano |
| 2018 | Avengers of Justice: Farce Wars                                     | niesamowity mistrz jogi (Incredible Master Yoga) | Jarret Tarnol      |
| 2018 | W cywilu 6: Bezpośrednie starcie (The Marine 6: Close Quarters)     | Luke Trapper                                     | James Nunn         |
| 2019 | 90 Feet from Home                                                   | James Devine                                     | Brett Bentman      |

### Seriale
| Rok  | Tytuł                              | Rola          | Odcinek                                        |
| ---- | ---------------------------------- | ------------- | ---------------------------------------------- |
| 1980 | Szpital miejski (General Hospital) | technik       | odc. 4450                                      |
| 1996 | Słoneczny patrol (Baywatch)        | Vinnie        | sezon 7, odc. 7 „Guess Who’s Coming to Dinner” |
| 1999 | Niebieski Pacyfik (Pacific Blue)   | Michael Shane | sezon 5, odc. 3 „Blue Hawaii: Part 1”          |
| 1999 | Niebieski Pacyfik (Pacific Blue)   | Michael Shane | sezon 5, odc. 4 „Blue Hawaii: Part 2”          |
| 2006 | South Beach                        | El Guerrero   | Sezon 1, odc. 2 „I’m Not Your Baby”            |

### Gry komputerowe
Przedstawiająca go grywalna postać pojawiła się w grze Fire Pro Wrestling (2001, GB, GBA), a także w 37 grach z serii WWF / WWE: WWF Wrestlemania: Steel Cage Challenge (1992, SMS), WWF Super Wrestlemania (1992, Genesis), WWF King of the Ring (1993, NES, GB), WWF Royal Rumble (1993, NES, SNES, Genesis), WWF Rage In The Cage (1993, SCD), WWF RAW (1994, NES, SNES, GB, Genesis, 32X), WWF WrestleMania: The Arcade Game (1995, NES, SNES, PS, Genesis, 32X, Saturn, PC), WWF In Your House (1996, PS, Saturn, PC), WWF War Zone (1998, N64, PS), WWF Attitude (1999, N64, GB, PS, DC), WWF Wrestlemania 2000 (1999, GB, GBC), WWF WrestleMania 2000 (1999, N64), WWF No Mercy (2000, N64), WWF SmackDown! 2: Know Your Role (2000, PS), WWE SmackDown! Shut Your Mouth (2002, PS2), WWE Wrestlemania XIX (2003, GC), WWE RAW 2 (2003, Xbox), WWE SmackDown! Here Comes The Pain (2003, PS2), WWE Day Of Reckoning (2004, GC), WWE SmackDown! vs. RAW (2004, PS2), WWE Survivor Series (2004, GB, GBA), WWE Wrestlemania 21 (2005, Xbox), WWE Day Of Reckoning 2 (2005, GC), WWE SmackDown! vs. RAW 2006 (2005, PS2, PSP), WWE SmackDown! vs. RAW 2007 (2006, Xbox, Xbox360, PS2, PSP), WWE SmackDown! vs. RAW 2008 (2007, Wii, DS, Xbox360, PS2, PS3, PSP), WWE SmackDown vs. RAW 2009 (2008, Wii, DS, Xbox360, PS2, PS3, PSP), WWE Legends Of WrestleMania (2009, Xbox360, PS3), WWE SmackDown vs. RAW 2010 (2009, Wii, DS, Xbox360, PS2, PS3, PSP), WWE SmackDown vs. RAW 2011 (2010, Wii, Xbox360, PS2, PS3, PSP), WWE All-Stars (2011, Wii, 3DS, Xbox360, PS2, PS3, PSP), WWE '12 (2011, Wii, Xbox360, PS3), WWE '13 (2012, Wii, Xbox360, PS3), WWE 2K14 (2013, Xbox360, PS3), WWE 2K15 (2014, Xbox360, XboxOne, PS3, PS4, PC), WWE 2K16 (2015, Xbox360, XboxOne, PS3, PS4, PC), WWE 2K17 (2016, Xbox360, XboxOne, PS3, PS4, PC), WWE 2K18 (2017, XboxOne, PS4, PC).
| Rok             | Gra                               |
| --------------- | --------------------------------- |
| 2014            | WWE 2K15                          |
| 2013            | WWE 2K14                          |
| 2012            | WWE '13                           |
| 2011            | WWE All Stars                     |
| 2011            | WWE '12                           |
| 2010            | WWE SmackDown vs. Raw 2011        |
| 2009            | WWE SmackDown vs. Raw 2010        |
| 2008            | WWE SmackDown vs. Raw 2009        |
| 2007            | WWE SmackDown vs. Raw 2008        |
| 2006            | WWE SmackDown! vs. Raw 2007       |
| 2005            | WWE SmackDown! vs. Raw 2006       |
| 2005            | WWE WrestleMania 21               |
| 2004            | WWE SmackDown! vs. Raw            |
| 1999            | WWF Attitude                      |
| 1998            | WWF War Zone                      |
| 1996            | WWF In Your House                 |
| 1995            | WWF Wrestlemania: The Arcade Game |
| Źródło: Filmweb |                                   |

## Życie prywatne
Jego pierwszą żoną była Theresa Lynn Wood, z którą ożenił się 28 maja 1988 i rozwiódł się 23 sierpnia 1994. Potem 31 marca 1999 ożenił się z Rebeccą Curci, byłą tancerkę ze związanej z organizacją wrestlingu World Championship Wrestling grupy The Nitro Girls. Razem mają dwójkę dzieci, urodzonego 15 stycznia 2000 Camerona Kade Hickenbottom i urodzoną 19 sierpnia 2004 Cheyenne Michelle Hickenbottom.
W 1996 wystąpił w sesji zdjęciowej dla magazynu „Playgirl”.

## Mistrzostwa i osiągnięcia
- American Wrestling Association

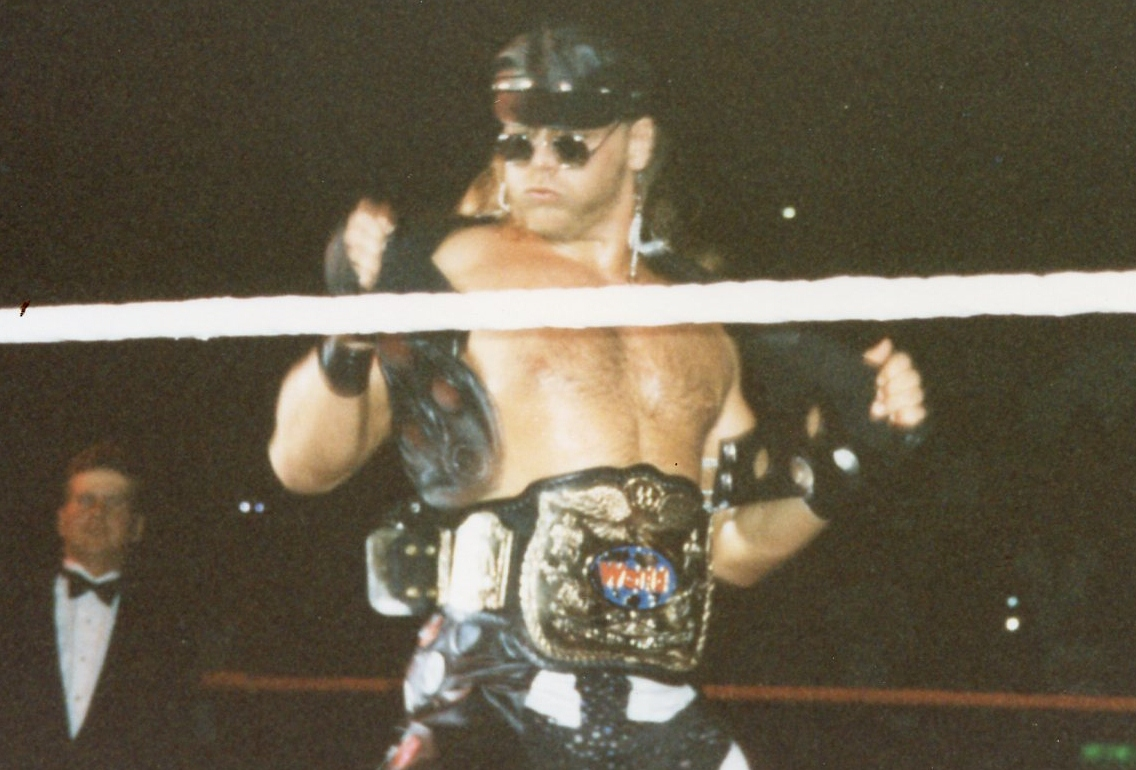
Shawn Michaels z pasem WWF Tag Team Championship

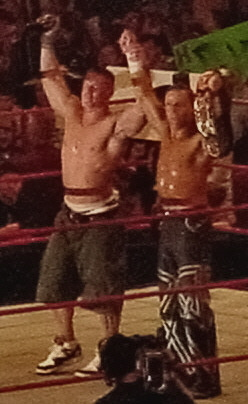
John Cena (z lewej) i Shawn Michaels (z prawej) prezentujący pasy mistrzowskie World Tag Team Championship

  - AWA Southern Tag Team Championship (2 razy) – z Marty'm Janetty'm
  - AWA World Tag Team Championship (2 razy) – z Marty'm Janetty'm
- Central States Wrestling
  - NWA Central States Tag Team Championship (1 raz) – z Marty'm Janetty'm
- Texas Wrestling Alliance
  - TWA Heavyweight Championship (1 raz)
- World Wrestling Federation / Entertainment
  - Unified WWE Tag Team Championship (1 raz) – z Triple H-em
  - WWF European Championship (1 raz)
  - WWF Intercontinental Championship (3 razy)
  - WWF World Heavyweight Championship (3 razy)
  - World Heavyweight Championship (1 raz)
  - (WWF) World Tag Team Championship (3 razy) – z Dieselem (1 raz), Steve’em Austinem (1 raz) i Johnem Ceną (1 raz)
  - Zwycięzca Royal Rumble (1995, 1996)
  - WWE Hall of Fame (2011)
- Wrestling Observer Newsletter
  - Najbardziej charyzmatyczny (1995, 1996)
  - Najlepsza walka w wrestlingu
    - Razor Ramon vs. Shawn Michaels (1994)
    - Chris Jericho vs. Shawn Michaels (2008)
    - The Undertaker vs. Shawn Michaels (2009)
    - The Undertaker vs. Shawn Michaels (2010)

  - Najlepszy face (1996)
  - Najlepszy feud
    - Chris Benoit vs. Shawn Michaels vs. Triple H (2004)
    - Chris Jericho vs. Shawn Michaels (2008)

  - Najlepszy tag team (1989, z Marty'm Jannetty'm)
  - Ulubiony zawodnik czytelników (1998)
  - Wrestling Observer Newsletter Hall of Fame (2003)
- Pro Wrestling Illustrated
  - Feud roku (2008)
  - Najbardziej inspirujący zawodnik roku (2010)
  - Najpopularniejszy zawodnik roku, najlepszy face (1995, 1996)
  - PWI 500 (1996)[1]
- Professional Wrestling Hall of Fame and Museum
  - Wprowadzony w 2017[36]